# Neurellipes fulvimacula
Neurellipes fulvimacula is een vlinder uit de familie van de Lycaenidae. De wetenschappelijke naam van de soort is voor het eerst gepubliceerd in 1890 door Paul Mabille.
De soort komt voor in Senegal, Guinee, Sierra Leone, Liberia, Ivoorkust, Ghana, Togo, Nigeria, Kameroen, Gabon, Centraal Afrikaanse Republiek, Congo-Kinshasa, Oeganda en Tanzania.